# Паньков, Михаил Фёдорович
Михаил Фёдорович Паньков (29 августа 1923, Матвеевка, Хабаровский край — 16 июля 1984, Хабаровск) — советский военнослужащий, участник Великой Отечественной войны, полный кавалер ордена Славы, командир расчета 87-го отдельного гвардейского истребительно-противотанкового дивизиона, гвардии старший сержант. Почётный гражданин города Хабаровска.

## Биография
Родился 29 августа 1923 года в селе Матвеевка Хабаровского района Хабаровского края. Окончил 7 классов. В 1940 году поступил учеником контролёра на завод «Дальэнергомаш», затем там же работал токарем.
В декабре 1941 года был призван в Красную Армию. На фронте в Великую Отечественную войну с июля 1942 года. Боевой путь начал под Сталинградом, стал артиллерийским разведчиком, корректировал огонь орудий дивизиона. Нередко вместе с разведчиками-пехотинцами ходил в тыл противника: разведчики — за «языком», а артиллерист в это время засекал огневые средства врага, которые нельзя было обнаружить визуально с переднего края. После Сталинграда участвовал в Курской битве, освобождал Украину. В 1944 году был принят в КПСС.
В одном из боев, находясь в боевых порядках пехоты, давал целеуказания своей артиллерии. Противники выдвинули на прямую наводку орудие и стали бить по советским пулеметным точкам. В это время нарушилась связь артразведчиков с огневыми позициями. Паньков с товарищем скрытно приблизился к вражескому орудию и уничтожил расчет. Затем развернув захваченное орудие, открыл огонь осколочными по наступающей пехоте. Наши пехотинцы перешли в наступление и значительно улучшили свои позиции. За это бой был награждён орденом Красной Звезды.
17 марта 1944 года младший сержант Паньков первым ворвался в село Костоватое, в бою огнём из автомата уничтожил 7 противников. На другой день, 18 марта, в ходе разведки переднего края обороны противника на западной окраине села Дарница выявил 6 пулеметных точек, позиции кочующего миномета и передал их координаты. Обнаруженные цели затем были подавлены. Был представлен к награждению орденом Славы 3-й степени.
Пока представление ходило по инстанциям, бои продолжались. 2 мая младший сержант Паньков, находясь на нейтральной полоске, вел наблюдение за передним краем противника в районе населенного пункта Мовилень и был обнаружен противником. Группа противников решила взять в плен русского разведчика. Младший сержант Паньков, подпустив на близкое расстояние вражеских солдат, огнём из автомата поразил 12 пехотинцев и благополучно вернулся в своё расположение. На другой день, 3 мая, в том же районе, находясь в боевых порядках пехоты, обнаружил минометную батарею, 7 пулеметных точек противника, которые по его целеуказаниям были подавлены огнём батареи. За эти бои был представлен к награждению орденом Отечественной войны. На каком то этапе хождения документов это представление было заменено на орден Славы 3-й степени. Вероятно, кто-то решил, что мартовское представление где-то затерялось. Приказом от 9 мая 1944 года гвардии младший сержант Паньков Михаил Фёдорович был награждён орденом Славы 3-й степени. Приказом от 6 июня 1944 года гвардии младший сержант Паньков Михаил Фёдорович был награждён орденом Славы 3-й степени
В феврале 1945 года в составе своей части гвардии старший сержант Паньков, уже командиром орудийного расчета, участвовал в боях за освобождение Чехословакии. Отличился в бою северо-восточнее города Комарно. В представлеии к награждению орденом Славы говорится: «17 февраля 1945 года, находясь в боевых порядках пехоты, тов. М. Ф. Паньков принял на себя удар атакующей пехоты противника, поддержанной танками и бронетранспортерами. Во время жесткого боя на пересеченной местности трем танкам и четырём бронетранспортерам с пехотой удалось скрытно просочиться в тыл наших войск. Тов. Паньков быстро развернул своё орудие и открыл огонь. Два танка и бронетранспортер были сожжены, выскочившие из горящего бронетранспортера автоматчики уничтожены. Тем самым была ликвидирована опасность уничтожения тылов и окружения наших передовых частей. Кроме того, тов. Паньков уничтожил в этот день три пулеметные точки и подавил огонь минометной батареи».
День Победы артиллерист встретил в Праге, столице Чехословакии. После войны продолжил службу. Приказом от 24 мая 1945 года гвардии старший сержант Паньков Михаил Фёдорович был награждён орденом Славы 2-й степени. В 1947 году Ф. М. Паньков был демобилизован. Будучи награждённым тремя орденами Славы, он тем не менее, не являлся полным кавалером.
Вернулся на родину, жил в городе Хабаровске. Поступил на работу в строительно-монтажное управление Хабаровского стройтреста № 35. В 1949 году заочно окончил Хабаровский техникум гражданского строительства, а 1961 году — Хабаровский политехнический институт. Работал на стройках города прорабом, старшим прорабом, главным инженером, а с 1969 г. — начальником строительного управления № 271 Главдальстроя.
Указом Президиума Верховного Совета СССР от 4 июля 1973 года в порядке перенаграждения Паньков Михаил Фёдорович награждён орденом Славы 1-й степени и стал полным кавалером ордена Славы.
Под руководством Панькова было построено около двухсот больших и малых объектов, среди них — три корпуса завода «Амуркабель», трикотажная фабрика в Бикине, химфармзавод в Хабаровске, Хорский биохимический завод. За мирный труд был награждён орденом Октябрьской Революции.
Полный кавалер ордена Славы Михаил Фёдорович Паньков скончался 16 июля 1984 года.
Награждён орденами Октябрьской Революции, Красной Звезды, Славы 3-х степеней, медалями. Почётный гражданин Хабаровска. Его именем названа одна из улиц, а также гимназия № 3 города Хабаровска.